# Katarzyna Daleszczyk
Katarzyna Alicja Daleszczyk (Sulejów, 23 marzo 1990) è una calciatrice polacca, centrocampista del Pro Palazzolo.

## Carriera

### Club
Katarzyna Daleszczyk inizia la carriera con il MUKS Dargfil Tomaszów Mazowiecki dove gioca nelle sue formazioni giovanili ottenendo significativi successi.
Nell'estate 2009 si trasferisce al Biała Podlaska, con il quale fa il suo debutto in Ekstraliga Kobiet, massimo livello del campionato polacco femminile di calcio e dove rimane per tre stagioni consecutive.
Durante il calciomercato estivo 2012 sottoscrive un accordo con il Górnik Łęczna; con la società di Łęczna gioca tre stagioni contribuendo a cogliere due terzi posti in campionato nella stagione d'esordio e nell'ultima, e il secondo dietro al Medyk Konin in quella 2013-2014.
Nell'estate 2015 si trasferisce alle campionesse di Polonia del Medyk Konin, club con il quale conquista i suoi primi trofei in carriera. Nelle due stagioni in cui indossa la maglia della società con sede a Konin vince il campionato polacco per due volte consecutive e il double campionato-Coppa di Polonia in quella d'esordio.  Sempre nella sua stagione d'esordio fa il suo debutto in UEFA Women's Champions League l'11 agosto 2015 quando, nella fase di qualificazione della stagione 2015-2016 la sua squadra si impone per 5-0 sulle gallesi del Cardiff Metropolitan. In tutto Daleszczyk gioca 10 incontri di Champions League siglando 8 reti.
Durante il calciomercato estivo 2017 Daleszczyk decide di trasferirsi in Italia sottoscrivendo un accordo con il Brescia per la stagione entrante, andando a disputare il campionato di Serie A, massimo livello del campionato nazionale e seguendo la compagna di reparto Aleksandra Sikora già arrivata da qualche settimana. Il nuovo tecnico della squadra, Gianpiero Piovani, non la schiera per l'incontro di Supercoppa 2017, trofeo che il Brescia vince battendo per 4-1 la Fiorentina, ma dalla 1ª giornata di campionato, impiegandola con regolarità sino alla fine della stagione. Con la nuova maglia torna a disputare la UEFA Women's Champions League, scendendo in campo nell'incontro dell'11 ottobre 2017 dove il Brescia supera le olandesi dell'Ajax per 2-0, garantendosi il passaggio agli ottavi di finale. Impiegata in 19 incontri su 22 della stagione regolare, Daleszczyk condivide il percorso del Brescia che la vede protagonista del campionato e contendere sino alla fine lo Scudetto con le avversarie della Juventus, alla quale segna la rete che apre le marcature alla 18ª giornata, nel ritorno esterno del 14 aprile 2018 vinto per 2-1, riagganciandola in testa alla classifica. A pari punti alla 22ª giornata, il titolo di Campione d'Italia si trova ad essere assegnato solo dopo uno spareggio. In quell'ultimo incontro Daleszczyk scende in campo dal primo minuto, gioca i tempi regolamentari e i due supplementari che però dopo 120' non sono sufficienti a sbloccare il risultato e costringe le due contendenti a giocarselo ai tiri di rigore. Daleszczyk, la terza tra le rigoriste designate, non riesce ad andare a segno, riportando la situazione in parità dopo l'errore di Barbara Bonansea per le juventine che resterà così fino al quinto tiro dagli 11 metri e prolungherà ulteriormente la fase fino all'errore della bresciana Federica Di Criscio.
L'estate successiva, dopo il passaggio del titolo sportivo del Brescia al Milan, si è accasata al Sassuolo, rimanendo così in Serie A vestendo la maglia neroverde della società per la stagione entrante. Nuovamente sotto la guida del tecnico Gianpiero Piovani, Daleszczyk fa il suo esordio con la nuova maglia il 22 settembre 2018, alla 1ª giornata di campionato, nell'incontro casalingo vinto sulla Roma per 3-2, andando a segno aprendo le marcature al 56' una settimana più tardi, nella vittoria per 2-0 sulle avversarie del Mozzanica.
Dopo 2 stagioni in Italia, nell'estate 2019 ritorna in patria, accordandosi con il Czarni Sosnowiec. Qui rimane una sola stagione, contribuendo con i suoi 9 gol in campionato, seconda migliore marcatrice della squadra dietro a Dżesika Jaszek (10), a far raggiungere alla sua squadra il 3º posto in Ekstraliga Kobiet, siglando inoltre 2 reti nel percorso di Coppa e dove lo Czarni perde la finale di misura con le avversarie del Górnik Łęczna. Seguono altre due stagioni in Polonia vestendo la maglia dell'AZS UJ Kraków, dove aiuta la squadra a raggiungere posizioni di media classifica e la conseguente salvezza, per poi far ritorno in Italia siglando un accordo con il Lumezzane nel gennaio 2023 per giocare la seconda parte della stagione in Serie C.

### Nazionale

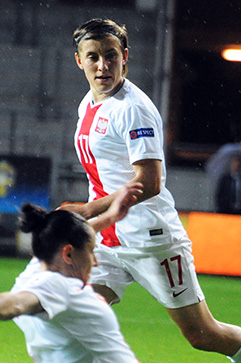
Daleszczyk con la maglia della nazionale polacca nel 2015.

Daleszczyk inizia a essere convocata dalla Federcalcio polacca (PZPN) nel 2007, inserita in rosa con la formazione under 19 che disputa il secondo turno di qualificazione al campionato europeo di categoria di Islanda 2007, facendo il suo debutto internazionale il 10 aprile 2007 nell'incontro vinto 4-0 dalle polacche sulle pari età del Galles. Condivide con le compagne il percorso che vedono la Polonia conquistare l'accesso alla fase finale per la prima volta nella sua storia sportiva. Inserita nel girone B la squadra, con due sconfitte e un pareggio per 1-1 nell'incontro d'esordio con l'Inghilterra. viene tuttavia eliminata già nella fase a gironi. Inserita in rosa anche per le qualificazioni all'Europeo U19 di Francia 2008, Daleszczyk gioca tutti i sei incontri delle due fasi ma la sua nazionale non riesce a bissare la qualificazione della precedente stagione.
Convocata nella nazionale maggiore Daleszczyk viene inserita in rosa per le qualificazioni al Mondiale di Germania 2011 debuttando il 31 marzo 2010 allo Stadionul CNAF di Mogoșoaia, sostituendo all'86' la pari ruolo Patrycja Pozerska nell'incontro vinto per 4-1 sulle avversarie della Romania.

## Palmarès

### Club
- Campionato polacco: 2

Medyk Konin: 2015-2016, 2016-2017
- Coppa di Polonia: 1

Medyk Konin: 2015-2016
- Supercoppa italiana: 1

Brescia: 2017
- Campionato italiano di Serie C: 1

Lumezzane: 2023-2024